# Stadion Segiri
Stadion Segiri – wielofunkcyjny stadion w Samarindzie. Swoje mecze rozgrywa na nim Pusamania FC. Do marca 2014 grał na nim Persisam Putra Samarinda FC. Klub ten planował już wcześniej (w 2012 roku) przenieść się na Stadion Pelaran z powodu niskich wpływów z biletów. Obiekt może pomieścić 20000 widzów.